# León (Puertomarín)
León (llamada oficialmente San Martiño de León) es una parroquia y una aldea española del municipio de Puertomarín, en la provincia de Lugo, Galicia.

## Organización territorial
La parroquia está formada por dos entidades de población:
- Lamas
- León

## Demografía

### Parroquia
| Gráfica de evolución demográfica de León (parroquia) entre 2000 y 2020 |
|                                                                        |
| Datos según el nomenclátor publicado por el INE.                       |

### Aldea
| Gráfica de evolución demográfica de León (aldea) entre 2000 y 2020 |
|                                                                    |
| Datos según el nomenclátor publicado por el INE.                   |